# Nieky Holzken
Nicolaas Hubertus (Nieky) Holzken (Helmond, 16 december 1983) is een Nederlands kickbokser, thaibokser en bokser die momenteel onder contract staat bij ONE Championship. Hij is voormalig wereldkampioen bij het weltergewicht bij Glory.

## Biografie
Holzken werd in 2001 actief op professioneel niveau en nam deel aan de franchises K-1, It's Showtime en Glory. Hij was van 7 augustus 2015 tot 10 december 2016 wereldkampioen kickboksen in het weltergewicht bij Glory. In de tussentijd verdedigde hij drie keer zijn titel. Hij is tweevoudig Europees kampioen thaiboksen.
Holzken en zijn familie stonden eind 2015 centraal in de zesdelige realityserie Nieky Holzken: De knock-out van Brabant, die uitgezonden werd op RTL 5. In december 2016 krijgt de serie een tiendelig vervolg op Spike, met de titel Nieky 'The Natural' knokt door.
Op 24 februari 2018 mocht Holzken op het laatste moment invallen als tegenstander van Callum Smith in de World Boxing Super Series. Hij verloor op punten.

## Privé
Holzken komt uit een familie van woonwagenbewoners. Hij kreeg met zijn vrouw twee kinderen, waaronder bokser Geraldo Holzken.